# Лабуре, Екатерина
Екатерина Лабуре, Лябуре, Катарина Лабур (фр. Catherine Labouré; 2 мая 1806[…], Фен-ле-Мутье — 31 декабря 1876, XII округ Парижа) — святая Римско-католической церкви, мистик.

## Жизнеописание
Родилась в многодетной крестьянской семье, была восьмой из десяти детей. При рождении получила имя Зоя (Zoé). После смерти матери Мадлен Гонтар (1769-1815) помогала своему отцу Пьеру Лабуре (1787-1844) в хозяйстве. Мечтала пойти за старшей сестрой Мари-Луизой в монастырь, но отец, воспротивившись желанию дочери, отослал её в 1828 году на заработки в Париж.
В начале 1830 года Екатерина написала просительное письмо в монастырь женской монашеской конгрегации «Дочери милосердия». Совет сестёр 14 января 1830 года дал разрешение и Екатерина 21 апреля 1830 года поступила в монастырь.
В 1831 году монастырское начальство послало Екатерину ухаживать за престарелыми людьми в приют, который был основан в 1819 году герцогиней Бурбонской. Вместо ухода за больными ей вначале поручили работу в курятнике и прачечной.
3 мая 1835 года Екатерина приняла вечные монашеские обеты.
В июле 1870 года, из-за войны Франции с Пруссией и оккупации Парижа прусскими войсками и возникшего вследствие этого безвластия Парижской Коммуны, Екатерина была вынуждена оставить своё служение в приюте и покинуть Париж, в который она вернулась в мае 1871 года. Несмотря на возраст 65 лет, она продолжала работать в приюте в должности настоятельницы. В 1874 году её отстранили от работы из-за болезней и старости. Екатерина умерла 31 декабря 1876 года.

## Видения
Во время пребывания в монастыре и работы в приюте Екатерина ощущает многочисленные духовные видения, в которых к ней являются святой Викентий и Дева Мария. В этих видениях она получает задание изготовить чудесный медальон с изображением Богородицы.
В конце мая 1831 года по эскизам Екатерины массовым тиражом изготовляется медальон и сёстры конгрегации «Дочери Милосердия» начинают распространять его в Париже, где в то время свирепствует холера. С тех пор данный медальон широко используется католиками в своей духовной практике.

## Канонизация
В 1933 году объявлена блаженной римским папой Пием XI, а в 1947 году — канонизирована римским папой Пием XII. В Париже в часовне на ул. Бак, 140 находятся нетленные мощи святой Екатерины Лабуре.